# Pougne-Hérisson
Pougne-Hérisson település Franciaországban, Deux-Sèvres megyében. Lakosainak száma 360 fő (2022. január 1.). Pougne-Hérisson Clessé, Fénery, Neuvy-Bouin, Saint-Aubin-le-Cloud és Secondigny községekkel határos.

## Népesség
A település népességének változása:
| Lakosok száma | 374  | 372  | 378  | 370  | 369  | 368  | 367  | 366  | 360  |
|               | 2013 | 2015 | 2016 | 2017 | 2018 | 2019 | 2020 | 2021 | 2022 |